# Joelma Sousa
Joelma das Neves Sousa (née le 13 juillet 1984 à Timon) est une athlète brésilienne, spécialiste du 400 mètres.

## Biographie
Elle représente le Brésil lors des Jeux olympiques de Londres.
Joelma Sousa détient, aux côtés de Geisa Coutinho, Bárbara de Oliveira et Jailma de Lima, le record d'Amérique du Sud du 4 × 400 mètres, avec un temps 3 min 26 s 68 réalisé à São Paulo, le 7 août 2011.

## Palmarès
| Date | Compétition                    | Lieu                 | Résultat | Épreuve   | Temps         |
| ---- | ------------------------------ | -------------------- | -------- | --------- | ------------- |
| 2011 | Championnats d'Amérique du Sud | Buenos Aires         | 4e       | 400 m     | 53 s 42       |
| 2011 | Championnats d'Amérique du Sud | Buenos Aires         | 1re      | 4 × 400 m | 3 min 31 s 66 |
| 2011 | Jeux panaméricains             | Guadalajara          | 6e       | 400 m     | 52 s 34       |
| 2011 | Jeux panaméricains             | Guadalajara          | 2e       | 4 × 400 m | 3 min 29 s 59 |
| 2012 | Championnats ibéro-américains  | Barquisimeto         | 3e       | 400 m     | 52 s 72       |
| 2012 | Championnats ibéro-américains  | Barquisimeto         | 1re      | 4 × 400 m | 3 min 28 s 56 |
| 2013 | Championnats d'Amérique du Sud | Carthagène des Indes | 1re      | 400 m     | 52 s 25       |
| 2013 | Championnats d'Amérique du Sud | Carthagène des Indes | 1re      | 4 × 400 m | 3 min 35 s 37 |
| 2014 | Relais mondiaux de l'IAAF      | Nassau               | 8e       | 4 × 400 m | 3 min 31 s 52 |
| 2015 | Relais mondiaux de l'IAAF      | Nassau               | 8e       | 4 × 400 m | 3 min 31 s 30 |
| 2016 | Championnats ibéro-américains  | Rio de Janeiro       | 1re      | 4 x 400 m | 3 min 32 s 30 |

### Records
| Épreuve    | Performance | Lieu      | Date         |
| ---------- | ----------- | --------- | ------------ |
| 400 mètres | 51 s 54     | São Paulo | 29 juin 2012 |